# NGC 6924
NGC 6924 este o brightest cluster galaxy⁠(d) situată în constelația Capricornul. A fost descoperită în 8 iulie 1885 de către Francis Leavenworth. Se află la o distanță de 85,76 de megaparseci de Pământ.